# Ekiga
Ekiga (раніше називався GnomeMeeting) — вільний відкритий застосунок IP-телефонії і проведення відеоконференцій. Він є частиною робочого середовища GNOME. Також працює у Microsoft Windows, спроможний взаємодіяти з Microsoft NetMeeting. Поширюється на умовах GNU General Public License.
Ekiga підтримує протоколи SIP, H.323 (за допомоги OpenH323) і Jabber/XMPP, має сучасний і простий графічний інтерфейс. За допомогою додатка можна здійснювати голосові і відеовиклики, прововодити аудіо- і відеоконференції, обмінюватися миттєвими повідомленнями. Ekiga підтримує звукові HD-кодеки (wideband) і відеокодеки з якістю рівня DVD, а також підтримує відправлення SMS і виконання дзвінків на мобільні і стаціонарні телефони через сторонніх сервіс-провайдерів, стандартні телефонні функції, такі як утримання виклику, переведення дзвінка і DTMF, підтримка локальних і зовнішніх адресних книг, сумісність з широким спектром обладнання та софтфонів.

## Історія
Перша версія програми була написана Дем’єном Сандрасом як дипломна робота. Сьогодні цей програмний застосунок розробляється спільнотою під керівництвом Сандраса.

## Дивись також
- Skype
- Gizmo5
- WengoPhone

## Зноски
1. ↑  Архівована копія. Архів оригіналу за 27 липня 2014. Процитовано 3 вересня 2014.{{cite web}}:  Обслуговування CS1: Сторінки з текстом «archived copy» як значення параметру title (посилання) [Архівовано 2014-07-27 у Wayback Machine.]
2. ↑  Inside GnomeMeeting. O'Reily Linux devcentre.com. 17 березня 2005. Архів оригіналу за 27 червня 2013. Процитовано 29 листопада 2012.